# おふくろの味 (テレビドラマ)
『おふくろの味』（おふくろのあじ）は、かつて日本テレビ系列の『グランド劇場（現：土曜ドラマ）』（当時の枠は土曜21:30 - 22:26）で放送されたテレビドラマ。1970年と1972年の2シリーズに渡って放送された。

## 概要
両シリーズ共通しているのは、東京の下町のちゃんこ料理店が主な舞台の一つとなっているところ（店名は、第1シリーズでは『花車』、第2シリーズでは『潮』）。第1シリーズは、鉄工所を経営していた夏村常人が、親会社の倒産によって鉄工所も失った後、大山つるとの再婚話が持ち上がるところから始まる。娘の夏村英子の恋人である池原淳也と池原家・夏村家両家の絡みと、つると英子の絆がやがて強く結ばれていくその過程などを描いた。
第1シリーズで描かれた結婚のテーマから変わって、第2シリーズでは離婚騒動をテーマとして描かれた。森光子と千秋実の夫婦役は引き続き登場したが、役柄、設定などは一変。20数年生活を共にしてきた夫妻が、銀婚式記念の旅行が夫・金太郎のすっぽかしによって無くなり、このことなどがきっかけで夫婦別居状態になるところから始まった。この騒動と、若者たちの恋愛と結婚などを同時に描きながら、夫婦とは、おふくろの味とは何かと言ったことを考えていったドラマだった。

## 第1シリーズ
1970年8月1日から同年12月26日まで放送。全22回。

### 出演者
- 夏村英子：吉永小百合
- 大山つる：森光子
- 夏村常人：千秋実
- 池原てい：細川ちか子
- 池原淳也：佐々木勝彦
- 池原華子：小橋玲子
- 池原正之介：下元勉
- ふき：悠木千帆
- 板前・亀吉：八代英太
- 花車親方：田子ノ浦親方
- 平野誠治：児玉清
- 寺尾聰
- 千代：佐藤耀子
- 可奈子：波野久里子
- 南平：五島義秀
- ほか

ゲスト
- 中山千夏（第2話、本人役）
- 野末陳平（第2話、本人役）

### スタッフ
- 脚本：橋田壽賀子
- 演出：早川恒夫、梅谷茂、結城章介
- プロデューサー：早川恒夫
- 制作：日本テレビ

### サブタイトル
1. 1970年8月1日 「父の縁談」
2. 1970年8月8日 「おかしな見合い」
3. 1970年8月15日 「父でない父」
4. 1970年8月22日 「女房が二人」
5. 1970年8月29日 「英子のヒミツ」
6. 1970年9月5日 「花嫁テスト」
7. 1970年9月12日 「意外な仲人」
8. 1970年9月19日 「母さんの敵情視察」
9. 1970年9月26日 「親父の家出」
10. 1970年10月3日 「結婚します」
11. 1970年10月10日 「親父はつらいよ」
12. 1970年10月17日 「おねがいしますお姑さん」
13. 1970年10月24日 「おせっかいはほどほどに」
14. 1970年10月31日 「ひとの気も知らないで」
15. 1970年11月7日 「主婦の座はイイ気持!」
16. 1970年11月14日 「女心は複雑ネ」
17. 1970年11月21日 「新妻はパートタイム」
18. 1970年11月28日 「ユウレイには足がある?」
19. 1970年12月5日 「こんな女でよかったら」
20. 1970年12月12日 「お嫁がだんだん遠くなる」
21. 1970年12月19日 「女上位をぶっ飛ばせ」
22. 1970年12月26日 「あゝ驚いちゃった!!」

## 第2シリーズ
1972年4月15日から同年8月19日まで放送。全19回。
なお本作を以て『グランド劇場』は、連続ドラマを一時中断する。

### 出演者
- 神村はな：森光子
- 神村金太郎：千秋実
- 神村初子（長女）：島かおり
- 神村平吉（長男）：寺尾聰
- 神村文子（次女）：永野裕紀子
- 神村和男（次男）：志垣太郎
- 神村紀伊子：悠木千帆 - 金太郎の妹
- 神村ふで：宝生あやこ - 金太郎の母
- 勘助：児玉清 - はなの弟
- 井上順之
- 里見浩志：新克利 - 初子の見合い相手
- 大吉澄子：早瀬久美 - 和男の恋人
- 花車親方：田子ノ浦親方
- 春子：沢田雅美 - 花車親方の娘
- 大吉仙造（澄子の父）：大森義夫
- 大吉澄子の母：塩沢とき
- ほか

ゲスト
- ビーバー（第6話）
- 犬塚弘（第7話）
- 秀子：関千恵子（第11話）
- 由利：天地真理（第12話、第13話）

### スタッフ
- 脚本：橋田壽賀子、稲葉明子
- 演出：早川恒夫、細野英延、梅谷茂
- プロデューサー：早川恒夫
- 制作：日本テレビ

### サブタイトル
1. 1972年4月15日 「今日は結婚記念日」
2. 1972年4月22日 「他人の気も知らないで」
3. 1972年4月29日 「只今母親廃業中」
4. 1972年5月6日 「父さんは家出する」
5. 1972年5月13日 「姑さん! 頼みます」
6. 1972年5月20日 「母さんの初出勤」
7. 1972年5月27日 「長男の嫁はイヤ」
8. 1972年6月3日 「おかしな見合い」
9. 1972年6月10日 「みんな適齢期」
10. 1972年6月17日 「飛びこんできた花嫁候補」
11. 1972年6月24日 「忘れられたボーナス」
12. 1972年7月1日 「小さな恋の物語」
13. 1972年7月8日 「迎えになんか来てほしくない」
14. 1972年7月15日 「まちぼうけの誕生日」
15. 1972年7月22日 「私・結婚しません」
16. 1972年7月29日 「タライまわしの父さん」
17. 1972年8月5日 「どうか帰って下さい」
18. 1972年8月12日 「年貢のおさめどき」
19. 1972年8月19日 「いまいちど旧婚旅行」

## テーマ音楽
『ヘイ・ジュード』

　演奏：ポール・モーリア・グランド・オーケストラ 